# Geschil
Er is sprake van een geschil als partijen serieus met elkaar van mening verschillen. Een geschil verschilt van ruzie door de mate van de daarbij getoonde emotie. In het algemeen wordt een langdurig geschil als onwenselijk gezien en wordt gestreefd naar een oplossing. Geschillen worden dan beslecht, maar soms is het politiek aantrekkelijk een geschil juist niet te beslechten, het te laten voortbestaan. De eenheid in een groep kan zo worden bevorderd door een gezamenlijke vijand.
Het beslechten van geschillen kan op gewelddadige en op vreedzame wijze. Een relatief vreedzame wijze van geschillen beslechten is die door middel van het recht. Als een geschil door middel van het recht moet worden beslecht, wordt de rechtskeuze en de competentie mede bepaald door het niveau van het geschil. Een geschil tussen staten wordt door andere instituties behandeld dan een geschil tussen burgers onderling.  